# Double or Nothing (2022)
Pour les articles homonymes, voir Double or Nothing.
Double or Nothing (2022) est un Pay-per-view de catch (lutte professionnelle) produit par la promotion américaine All Elite Wrestling. L'événement a eu lieu le 29 mai 2022 à la T-Mobile Arena à Paradise (Nevada). Il s'agit de la 4e édition de Double or Nothing.

## Contexte
Les spectacles de la All Elite Wrestling (AEW) sont constitués de matchs aux résultats prédéterminés par les scénaristes de la compagnie. Ces rencontres sont justifiées par des storylines – une rivalité entre catcheurs, la plupart du temps – ou par des qualifications survenues dans les shows de la AEW. Tous les catcheurs possèdent un gimmick, c'est-à-dire qu'ils incarnent un personnage gentil (Face) ou méchant (Heel), qui évolue au fil des rencontres. Un événement comme Double or Nothing est donc un événement tournant pour les différentes storylines en cours,.

## Tableau des matchs
| Ordre par numéros | Résultat | Stipulation(s) | Temps |
| --- | --- | --- | ----- |
| 1P | HOOK et Danhausen battent Tony Nese et Mark Sterling | Tag Team match | 5:20  |
| 2 | Wardlow bat MJF | Match simple Si Wardlow gagne, il obtiendra sa libération de son contrat avec MJF. Si MJF gagne, Wardlow sera définitivement interdit de signer avec l'AEW.                                | 7:30  |
| 3 | The Hardys (Matt et Jeff) battent The Young Bucks (Matt et Nick Jackson) | Tag Team match | 19:15 |
| 4 | Jade Cargill (c) bat Anna Jay | Match simple pour le AEW TBS Championship | 7:25  |
| 5 | House of Black (Malakai Black, Brody King et Buddy Matthews) (avec Julia Hart) bat Death Triangle (PAC, Penta Oscuro et Rey Fénix) (avec Alex Abrahantes)                                                        | Trios match | 15:35 |
| 6 | Adam Cole bat Samoa Joe | Match simple - Finale du tournoi masculin de la Coupe Owen Hart | 12:30 |
| 7 | Dr Britt Baker D.M.D bat Ruby Soho | Match simple - Finale du tournoi féminin de la Coupe Owen Hart | 13:20 |
| 8 | American Top Team (Ethan Page, Scorpio Sky et Paige VanZant) (avec Dan Lambert) bat Frankie Kazarian, Sammy Guevara et Tay Conti                                                                                 | 6-Person Mixed Tag Team match Si American Top Team gagne, ni Sammy Guevara ni Frankie Kazarian ne seront autorisés à se battre pour le championnat TNT tant que Scorpio Sky sera champion. | 12:30 |
| 9 | Kyle O'Reilly bat Darby Allin | Match simple | 9:50  |
| 10 | Thunder Rosa (c) bat Serena Deeb | Match simple pour le AEW Women's World Championship | 16:55 |
| 11 | Jericho Appreciation Society (Chris Jericho, Matt Menard, Angelo Parker, Daniel Garcia et Jake Hager) bat Eddie Kingston, Ortiz, Santana et Blackpool Combat Club (Bryan Danielson et Jon Moxley) par soumission | Anarchy in the Arena match | 22:45 |
| 12 | Jurassic Express (Jungle Boy et Luchasaurus) (c) (avec Christian Cage) bat Team Taz (Ricky Starks et Powerhouse Hobbs) et Swerve in our Glory (Keith Lee et Swerve Strickland)                                   | 3-Way Tag Team match pour les AEW World Tag Team Championship | 17:15 |
| 13 | CM Punk bat "Hangman" Adam Page (c) | Match simple pour le AEW World Championship | 25:40 |
| La lettre C placée entre parenthèses désigne la personne ou l’équipe championne en titre. P – indique que le match a eu lieu lors du pré-show | | |       |